# Old Man’s Child
Az Old Man's Child egy 1993-ban alakult norvég melodikus/szimfonikus black metal együttes. Elődje az 1989 és 1992 között létezett Requiem volt, ahol Slayer és Metallica feldolgozásokat játszottak, majd death metalra váltottak, mindössze egy demót elkészítve. Ez után ismét stílusváltás következett, ezúttal black metalra, ami a jelenlegi név felvételét is jelentette. Fő tagja Galder (Thomas Rune Andersen), aki első számú zenekarának immár a Dimmu Borgirt tekinti, így az Old Man's Child, bár hivatalosan sohasem oszlott fel, 2009 és 2019 között inaktív volt, jelenleg viszont ismét lemezt készít. A nevükről elterjedt tévhit volt, hogy a "sátán fiát" jelenti, de kiderült, hogy valójában egy viking könyvben találták.

## Diszkográfia

### Stúdióalbumok
- Born of the Flickering (1996)
- The Pagan Prosperity (1997)
- Ill-Natured Spiritual Invasion (1998)
- Revelation 666 - The Curse of Damnation (2000)
- In Defiance of Existence (2003)
- Vermin (2005)
- Slaves of the World (2009)